# タッグマッチ

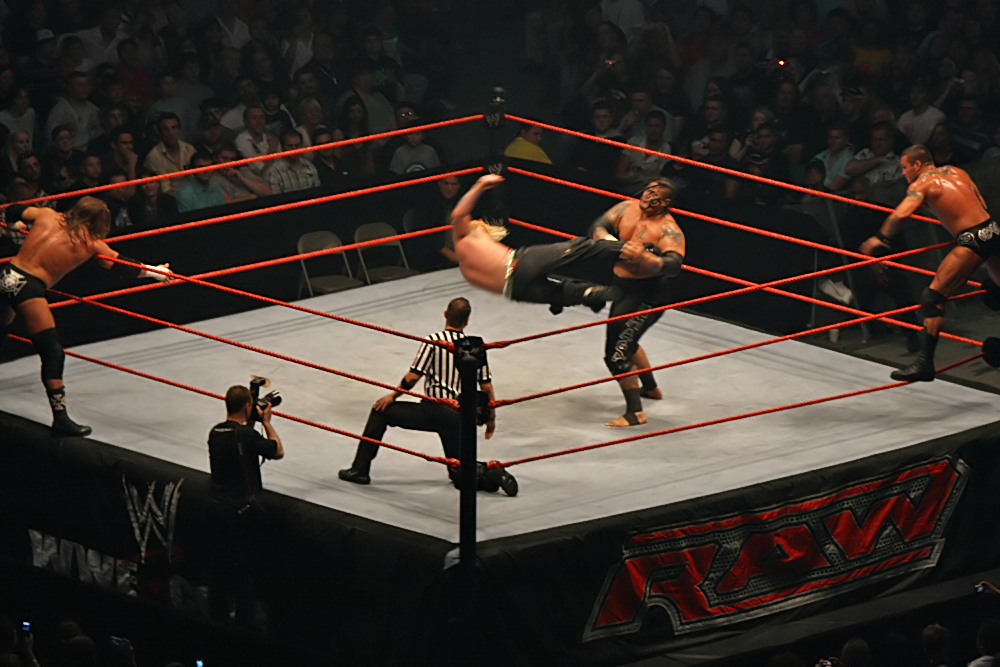
タッグマッチ

タッグマッチ（Tag Match）は、プロレスの試合形式の一種である。タッグチームマッチ（Tag Team Match）が正式名称。2組のタッグチームと呼ばれるプロレスラーのチームによってプロレスの試合を行い勝利チームを決定する試合形式である。なお、UWFインターナショナルでは、この形式をダブルバウトと称していた。
現在の日本国内ではタッグマッチの呼称が一般的に用いられることが多くなっており、俗にタッグと呼ぶ事も多い。プロレス以外でも、2人組のことや、2人組あるいは2組織が協力することを「タッグ」「タッグを組む」など比喩的用法として用いられる。

## 概要
タッグ（tag）は、本来は鬼ごっこのことで、動詞としては、鬼が相手に触れることを意味する。これから転じ、タッグマッチにおいて交代のためにタッチすることから、タッグマッチと呼ぶ様になった。
タッグマッチに対し、単独のプロレスラー同士による試合は「シングルマッチ」と呼ばれる。
プロレス以外の格闘技でもキックボクシングやZSTなどでタッグマッチが組まれているケースがある。

## 人数
通常は2人組のチーム同士によって試合は行われる。3人組や4人組、あるいはそれ以上などの人数のチームによって試合が行われる場合もあり、参加するプロレスラーの総人数により、それぞれ6人タッグマッチ（3vs3）、8人タッグマッチ（4vs4）などと呼ばれる。
3人のタッグチーム3組によって試合を行う場合もあり、この場合は参加する総人数は9人であるが、「3ウェイ6人タッグマッチ」（DRAGON GATE）と呼ばれることがある。

## タッグチーム
タッグマッチを行うための2人もしくはそれ以上のプロレスラーによるチームをタッグチームと呼ぶ。2対2の形式を単にタッグマッチと呼ぶことが多いことから、単にタッグチームといった場合、2人組を指すことが多い。また、2人組をコンビ、3人組をトリオのように呼称する場合もある。

## 歴史
世界で初めてタッグマッチが行われたのは1901年のことである。アメリカ合衆国サンフランシスコのプロモーターが考案し、同時にタッグマッチの試合の流れを考慮した18フィート（5.48m）四方の正方形のリングが採用され、現在のプロレスで使用されるリングのルーツとなった。
1930年代まで、サンフランシスコ以外の地区ではリングについて統一された基準は無く、独自のリングで試合が行われていたが、タッグマッチを考慮して次第に現在のようなリングに統一された。以降、タッグマッチや試合形式のスタイルに関しては各国各団体によって多種多様なスタイルが模索されている。
日本では、プロレスブームの発火点となったのが力道山・木村政彦VSシャープ兄弟のタッグマッチだったこともありなじみ深い試合形式である。全日本プロレス・新日本プロレスなどでタッグマッチのリーグ戦が行われているほか、プロレスと関係ない雑誌等でも、「政権交代に向けて強力タッグ結成」などと、コンビの同義語としてタッグという言葉が用いられることがある。

## ルール
2組のタッグチームは、リングの対角にそれぞれ配置された赤コーナーと青コーナーに別れ、1人はリング上で相手レスラーと試合を行い、他のレスラーは各コーナーに設置されたタッグロープ（タッチロープ）という紐を握って、エプロンと呼ばれるリングロープの外側で待機する。
日本やアメリカにおける基本的なルールでは、待機しているレスラーが試合を行う場合は、タッグロープ（タッチロープ）を握った状態でリング上で試合を行っているレスラーの手や体の一部に触れなければならない。この行為をタッチという。タッチはレフェリーによって確認されなければ正式には認められない。
試合権のない選手が同一チームの選手をフォールしている対戦相手を蹴りつけたり、レフェリーを蹴ってカウントを止めたりすることもあり、これを「カット」と呼ぶ。さらに試合が進んでくると試合の権限がない選手が場外で乱闘を行い、試合の権限がある選手がフォールに入る度にリング内に入ってきて「カット」を行い、自軍の選手の敗北を阻止する。厳密にはルール違反であり、レフェリーが押し留める場合もあるが、試合を盛り上げる演出として「暗黙の了解」として事実上認められている（特に試合の権限のない選手同士の場外乱闘に関してレフェリーは特に危険とみなす以外は完全に無視している）。
ただし、UWFインターナショナルでのダブルバウトの場合、これらのカットや2人がかりの攻撃は一切禁止されている。そのため、タッグパートナーの出番が一切無いまま終ってしまう場合もありうる。
ルチャリブレでは、試合権を持った選手がリング外に出た際に、コーナーに待機している選手がリング内に入るとその時点で試合権が移るというルールを採用している。日本ではルチャリブレをその源流に持つDRAGON GATE、大阪プロレス、みちのくプロレスなどがこちらのルールを採用している。
実際のタッグマッチではルールに則って試合が行われることは稀で、タッグチーム同士によってリング内外を問わず試合が行われる。状況によってはノータッチのままうやむやなうちに交替したり、自分で手を叩いて音を出し、レフェリーにタッチしたかのように思わせる「空タッチ」もある（きちんと音を出す選手はむしろ真面目とさえいえる）。
また、デスマッチの場合、試合権にかかわらず、誰が誰をフォールしても有効となる、「トルネード方式」が適用され、主に大日本プロレスでのデスマッチで採用されている。
さらにアイスリボンではレフェリーに「ダブル」と宣言すれば2人がかりの攻撃が認められる。

## 変則タッグマッチ
レスラーの力量に差がある場合などにハンディキャップマッチとして、1人対2人や1人対3人などの試合形式が取られる場合がある。これを変則タッグマッチといい、俗にハンディキャップマッチなどとも呼ばれる。
アンドレ・ザ・ジャイアント、ヘイスタック・カルホーンといった昭和期の超巨漢レスラーの試合では定番の方式であった。
また、アントニオ猪木は1980年代前半の国際軍団との抗争において、ラッシャー木村、アニマル浜口、寺西勇を相手に1対3の変則タッグマッチを行なった。浜口・寺西の乱入に腹を立てた猪木が「こうなったら3人まとめてかかってこい！」と言ったのが実現した形だが、あまりにも国際軍団にとって屈辱的と批判も出た。なお、この試合ではカットプレーは厳重に禁止された。
さらに当初通常のタッグマッチで予定されていた出場選手の誰かが欠場となったものの、代替補充しなかったため、結果的に変則タッグマッチとなる場合もある。

## エリミネーションマッチ
通常はフォールやギブアップなどが決まった時点で勝負は決するが、そこで勝負を決せず、負けとなった選手のみを退場として試合を続行する試合形式がある。これをエリミネーションマッチ（イリミネーションマッチ）という。
この試合形式では、勝負が決するのは相手のタッグチームを0人にした時点で勝利となる。またトップロープを超えて場外に落ちた場合（オーバー・ザ・トップロープ）、その選手を退場とすることも多い（ごく稀に自分から飛び技でトップロープ越しに場外の相手に攻撃して失格となる選手もいる。また、スライディングなどでトップロープ越しでなければ場外に落ちてもOKというルールを採用している団体もある）。
日本における初のエリミネーションマッチは、1984年6月14日に全日本プロレスの後楽園ホール大会で行われた全日正規軍（ジャイアント馬場・ジャンボ鶴田・天龍源一郎・プリンス・トンガ組）対シン軍団（タイガー・ジェット・シン・上田馬之助・鶴見五郎・バズ・タイラー組）により4対4形式の試合とされており、その後、1980年代後半の新日本プロレスでは5対5の軍団対抗戦の形式で頻繁に行われている。
ルールの性質上、実力差が拮抗している場合、人数差が開くほど少ないチームが不利になり逆転が難しくなる。そのため、これとは逆に勝ちとなった選手から退場していき、全員が退場した時点で勝利となる逆エリミネーションマッチという試合形式もある。この試合形式ではオーバー・ザ・トップロープは採用されず、ケージマッチなどのエスケープ方式（全員が金網から脱出すれば勝利）で行われる場合もある。

### 変則エリミネーションマッチ
- キャプテンフォール・エリミネーションマッチ

それぞれのチームのリーダーあるいは特定の選手からフォール、ギブアップをとった時点で勝負が決着する試合形式。キャプテンがフォール、ギブアップを奪われると、たとえ他の選手が残っていても敗北となり、逆にキャプテン以外の選手がフォール・ギブアップを奪われた場合はその選手は失格となるが試合は続行される。
- レレボス・アウストラレアノス

上記のキャプテンフォール・エリミネーションマッチの変則版で主にルチャリブレの6人タッグで行われる。キャプテンからフォール、ギブアップをとるか、キャプテン以外のすべての選手からフォール、ギブアップをとれば勝利となる。
- レレボス・スイシーダ

最初はタッグマッチで試合を行い、試合が決着すると勝者チームは勝ち抜けとなり、敗者チームの選手同士がシングルマッチで決着を行う試合形式。多くの場合、コントラ・マッチ形式で行われる。
- トライアスロン・サバイバー

2002年に新日本プロレスで行われた試合形式。最初は6人タッグマッチで試合を行い、試合が決着すると、それぞれの勝敗に関わった選手（フォール、ギブアップをとった選手ととられた選手）が退場し残った選手でタッグマッチを行う。タッグマッチが決着すると同様にそれぞれ勝敗に関わった選手が退場し、最後は残った選手でシングルマッチを行い、勝利数の多いチームを勝ちとする。アイスリボンで行われている「さくら式イリミネーションマッチ」はこれの変形ルールとなっている。
- 鷹木式イリミネーションマッチ

DRAGON GATEで行われている、エリミネーションマッチに時間差バトルロイヤルを合わせた試合形式。最初はシングルマッチで試合が行われ、90秒ごとに残りの選手が入場する。当初は「なにわ式イリミネーションマッチ」と呼ばれていたが、コントラ・マッチの結果「吉田式イリミネーションマッチ」に改名され、更に「鷹木式」に改名された。